# Papilio antimachus
Papilio antimachus (Afrikanischer Riesenschwalbenschwanz) ist ein Schmetterling aus der Familie der Ritterfalter (Papilionidae). Mit einer Flügelspannweite zwischen 18 und 23 Zentimetern ist er der größte Schmetterling Afrikas und einer der größten Schmetterlinge der Welt. Die Flügel sind lang und schmal und die Grundfarbe ist orangebraun mit schwarzen Zeichnungen.

## Verbreitung
P. antimachus lebt in den tropischen Regenwäldern West- und Zentralafrikas. Das Verbreitungsgebiet erstreckt sich von Angola, Kamerun, Demokratische Republik Kongo, Republik Kongo, Gabun, Ghana, Elfenbeinküste, Liberia, Nigeria, Sierra Leone und Uganda. Im Westen seines Verbreitungsgebiets (Guinea bis Kamerun) ist er viel seltener als in seinen östlichen Teilen.
Er hält sich wahrscheinlich im Blätterdach der Wälder auf, aber die Männchen kommen zu Schlammpfützen herunter. Die Männchen sind größer als die Weibchen und können in Gruppen bei der Nektaraufnahme gesehen werden. In Liberia wurde er auf Hügeln beobachtet.

## Raupe
Der Schmetterling hat möglicherweise keine natürlichen Feinde, da er sehr giftig ist. Die Futterpflanze der Larven ist unbekannt und über die frühen Stadien (Ei, Larve, Puppe) wurde nichts veröffentlicht. Herzglykoside, die von Miriam Rothschild in der Imago gefunden wurden, weisen darauf hin, dass die bislang nicht identifizierte Larve höchstwahrscheinlich Giftstoffe der Futterpflanze speichert, die während der Verpuppung in der Imago verbleiben, als aposematischer Schutz gegen Raubtiere, und dass es sich bei der Futterpflanze der Larven daher wahrscheinlich um eine Pflanze aus der Unterfamilie der Seidenpflanzengewächse handelt.